# Công thức Faulhaber
Công thức Faulhaber được đặt tên nhằm vinh danh nhà toán học Johann Faulhaber. Công thức đó biểu diễn tổng:
{\displaystyle \sum _{k=1}^{n}k^{p}=1^{p}+2^{p}+3^{p}+\cdots +n^{p}}
dưới dạng một đa thức bậc (p + 1) với biến  n, và các hệ số liên quan đến số Bernoulli.
Công thức tổng quát:
{\displaystyle \sum _{k=1}^{n}k^{p}={1 \over p+1}\sum _{j=0}^{p}(-1)^{j}C_{p+1}^{j}B_{j}n^{p+1-j}}
Trong đó:
- chỉ số j có giới hạn trên là p;
- {\displaystyle B_{j}} là các số Bernoulli

{\displaystyle B_{0}=1,}
{\displaystyle B_{1}=-{1 \over 2}}, hoặc {\displaystyle B_{1}={1 \over 2}} (tùy vào trường hợp cụ thể),
{\displaystyle B_{2}={1 \over 6},}
{\displaystyle B_{3}=0,}
{\displaystyle B_{4}=-{1 \over 30},\cdots }
- {\displaystyle C_{p+1}^{j}={(p+1)! \over j!(p+1-j)!}} là tổ hợp chập j của (p+1), còn được ký hiệu là {\displaystyle {p+1 \choose j}}.

Ví dụ:
p = 2,
{\displaystyle \sum _{k=1}^{n}k^{2}=1^{2}+2^{2}+3^{2}+\cdots +n^{2}={n(n+1)(2n+1) \over 6}={1 \over 3}n^{3}+{1 \over 2}n^{2}+{1 \over 6}n} là một đa thức bậc 3 biến  n và các hệ số {\displaystyle {1 \over 3},{1 \over 2},{1 \over 6},0}
{\displaystyle \sum _{k=1}^{n}k^{2}={1 \over 3}.[(-1)^{0}.C_{3}^{0}.B_{0}.n^{3-0}+(-1)^{1}.C_{3}^{1}.B_{1}.n^{3-1}+(-1)^{2}.C_{3}^{2}.B_{2}.n^{3-2}+(-1)^{3}.C_{3}^{3}.B_{3}.n^{3-3}]={1 \over 3}n^{3}+{1 \over 2}n^{2}+{1 \over 6}n}.
Bản thân Faulhaber không biết công thức tổng quát trên, ông chỉ tính tổng:{\displaystyle \sum _{k=1}^{n}k^{p}} với 17 giá trị đầu tiên của p, và rút ra một số nhận xét. Mãi sau này, công thức tổng quát mới được tìm ra khi người ta đã biết đến số Bernoulli.

## Ví dụ
{\displaystyle 1+2+3+\cdots +n={n(n+1) \over 2}={n^{2}+n \over 2}} (số tam giác)
{\displaystyle 1^{2}+2^{2}+3^{2}+\cdots +n^{2}={n(n+1)(2n+1) \over 6}={2n^{3}+3n^{2}+n \over 6}} (số hình chóp vuông (tiếng Anh là square pyramidal number))
{\displaystyle 1^{3}+2^{3}+3^{3}+\cdots +n^{3}=\left({n^{2}+n \over 2}\right)^{2}={n^{4}+2n^{3}+n^{2} \over 4}} (số tam giác vuông (tiếng Anh là  squared triangular number))
{\displaystyle 1^{4}+2^{4}+3^{4}+\cdots +n^{4}={6n^{5}+15n^{4}+10n^{3}-n \over 30}}
{\displaystyle 1^{5}+2^{5}+3^{5}+\cdots +n^{5}={2n^{6}+6n^{5}+5n^{4}-n^{2} \over 12}}
{\displaystyle 1^{6}+2^{6}+3^{6}+\cdots +n^{6}={6n^{7}+21n^{6}+21n^{5}-7n^{3}+n \over 42}}

## Liên hệ vớiđa thức Bernoulli
Công thức tổng quát cũng có thể được viết dưới dạng:
{\displaystyle \sum _{k=0}^{n}k^{p}={\frac {\varphi _{p+1}(n+1)-\varphi _{p+1}(0)}{p+1}},}
với φj là đa thức Bernoulli bậc j.

## Đa thức Faulhaber
Một số tác giả sử dụng thuật ngữ đa thức Faulhaber để chỉ một dạng đa thức tổng quát khác. Bản thân Faulhaber nhận xét rằng, nếu p lẻ thì tổng:
{\displaystyle 1^{p}+2^{p}+3^{p}+\cdots +n^{p}\,}
là đa thức với biến là
{\displaystyle a=1+2+3+\cdots +n.\,}
Ví dụ:
{\displaystyle 1^{3}+2^{3}+3^{3}+\cdots +n^{3}=a^{2}\,}
{\displaystyle 1^{5}+2^{5}+3^{5}+\cdots +n^{5}={4a^{3}-a^{2} \over 3}}
{\displaystyle 1^{7}+2^{7}+3^{7}+\cdots +n^{7}={12a^{4}-8a^{3}+2a^{2} \over 6}}
{\displaystyle 1^{9}+2^{9}+3^{9}+\cdots +n^{9}={16a^{5}-20a^{4}+12a^{3}-3a^{2} \over 5}}
{\displaystyle 1^{11}+2^{11}+3^{11}+\cdots +n^{11}={32a^{6}-64a^{5}+68a^{4}-40a^{3}+10a^{2} \over 6}.}
Trường hợp p = 3, còn được biết đến với tên gọi Định lý Nicomachus.
Các đa thức ở vế phải còn được gọi là đa thức Faulhaber với biến a. Chúng đều chia được cho a 2 bởi vì với j > 1 lẻ thì số Bernoulli Bj bằng 0.
Faulhaber  đã biết rằng với bậc p lẻ, nếu tổng được viết dưới dạng:
{\displaystyle \sum _{k=1}^{n}k^{2m+1}={\frac {c_{1}}{2}}a^{2}+{\frac {c_{2}}{3}}a^{3}+\cdots +{\frac {c_{m}}{m+1}}a^{m+1}}
thì với bậc p chẵn tổng sẽ có dạng:
{\displaystyle \sum _{k=1}^{n}k^{2m}={\frac {n+1/2}{2m+1}}(c_{1}a+c_{2}a^{2}+\cdots +c_{m}a^{m}).}
Vì a = n(n + 1)/2, nên với bậc p lẻ (lớn hơn 1), tổng là 1 đa-thức biến n có-chứa các nhân tử n2 and (n + 1)2, còn nếu p chẵn thì tổng sẽ là đa thức có chứa nhân tử n, n + ½ và n + 1.
Công thức Faulhaber có thể gặp trong tự nhiên. Ví dụ, số hiệu nguyên tử của các nguyên tố hóa học thuộc nhóm kim loại kiềm thổ (Be, Ca, Ba) thỏa-mãn công-thức (4/3)n(n + 1/2)(n + 1), với n là số thứ tự của các kim loại này trong nhóm.

## Lịch sử
Công thức Faulhaber còn có tên gọi khác là công thức Bernoulli. Bản thân Faulhaber không biết công thức ở dạng tổng quát. Ông chỉ tính tổng với 17 giá trị đầu tiên của bậc p, và rút ra một vài tính chất của dạng tổng quát.
Faulhaber nhận ra rằng với bậc p lẻ,
{\displaystyle 1^{p}+2^{p}+\cdots +n^{p}}
là đa thức không chỉ với biến n mà còn nhận số tam giác N = n(n + 1)/2 làm biến. Ví dụ, ông nhận xét:
{\displaystyle 1+2+\cdots +n=N;}
{\displaystyle 1^{2}+2^{2}+\cdots +n^{2}=N\left(2n+1\right)/3;}
{\displaystyle 1^{3}+2^{3}+\cdots +n^{3}=N^{2}.}
Những công thức trên chỉ là nhận xét của Faulhaber rút ra khi nghiên cứu các giá trị cụ thể của p. Chứng minh chặt chẽ cho các công thức đó với mọi bậc p lẻ mãi đến năm 1834 mới được đưa ra bởi nhà toán học Carl Jacobi